# José Gistau Algarra
José Gistau Algarra (Santiago de Cuba, c. 1875-Valencia, 1969) fue un militar español.

## Biografía
Nacido en Santiago de Cuba, donde se encontraba destinado su padre —que era oficial del ejército. Gistau ingresó en el ejército, llegando a tomar parte en las guerras de Filipinas y Marruecos. En julio de 1936 ostentaba el rango de coronel, al mando del regimiento de infantería «San Marcial» con base en Burgos.
Implicado muy directamente en la conspiración militar contra la República, la noche del 18 de julio el general Domingo Batet intentó sustituir —sin éxito— a Gistau por el teniente coronel Natalio López Bravo. Gistau ordenaría la detención del general Julio Mena Zueco —enviado a Burgos por el gobierno republicano para hacerse cargo del mando de la 11.ª Brigada de Infantería—. Tras ello se unió a la sublevación militar, haciéndose cargo provisionalmente del mando de la VI División Orgánica. Con fuerzas de infantería, artillería y voluntarios organizó una columna que, bajo su mando, marchó sobre Madrid, si bien su avance fue detenido en Guadarrama. Posteriormente, la presión enemiga le obligaría a retirarse hacia posiciones más al norte. Tras esto, no volvería a ocupar puestos de relevancia. A finales de 1937 fue nombrado gobernador militar de León.
Durante la Dictadura franquista alcanzaría el rango de general de brigada.
Falleció en Valencia el 16 de octubre de 1969, a la edad de noventa y cuatro años.